# Новы-Жмигруд (гмина)
Новы-Жмигруд (пол. Nowy Żmigród) — сельская гмина (волость) в Польше, входит как административная единица в Ясленский повет, Подкарпатское воеводство. Население — 9402 человека (на 2004 год).

## Демография
| Перепись                       | Всего   | Всего | Женщины | Женщины | Мужчины | Мужчины |
| ------------------------------ | ------- | ----- | ------- | ------- | ------- | ------- |
| Единицы                        | человек | %     | человек | %       | человек | %       |
| Население                      | 9402    | 100   | 4705    | 50      | 4697    | 50      |
| Плотность населения (чел./км²) | 89,9    | 89,9  | 45      | 45      | 44,9    | 44,9    |

## Населённые пункты
Бжезова, Гожице, Грабанина, Дешница, Конты, Ленжины, Лыса-Гура, Маковиска, Мытаж, Мытарка, Ненашув, Новы-Жмигруд, Садки, Седлиска-Жмигродске, Скальник, Стары-Жмигруд, Сосьнины, Токи, Явоже.

## Соседние гмины
1. Гмина Хоркувка
2. Гмина Дембовец
3. Гмина Дукля
4. Гмина Кремпна
5. Гмина Осек-Ясельски
6. Гмина Тарновец